# Kościół św. Jakuba „in Augusta”
Kościół św. Jakuba „in Augusta” (wł. Chiesa di San Giacomo in Augusta) – rzymskokatolicki kościół tytularny w Rzymie. Określenie „in Augusta” wiąże się z bliskim sąsiedztwem Mauzoleum Augusta. Kościół ten powstał jako kościół szpitalny dla Ospedale di San Giacomo degli Incurabili i w związku z tym nazywany jest również San Giacomo degli Incurabili.
Świątynia ta jest kościołem parafialnym oraz kościołem tytularnym.

## Lokalizacja
Kościół znajduje się w IV Rione Rzymu – Campo Marzio przy Via del Corso 499.

## Patron
Patronem świątyni jest św. Jakub Większy – jeden z 12 apostołów Jezusa, brat św. Jana Ewangelisty.

## Historia
W 1339 roku powstał szpital degli Incurabili wraz z kaplicą. W 1515 roku papież Leon X nakazał jego przebudowę, trwającą w latach 1519-1579. W 1592 roku rozpoczęto budowę kościoła dla szpitala, który miał zastąpić wcześniejszą kaplicę. Prace początkowo nadzorował Francesco da Volterra wspomagany przez Filippo Breccioli, po jego śmierci budowa była kontynuowana przez Carlo Maderno. Kościół został ukończony w 1600 roku, natomiast wystrój wnętrz ukończono dwa lata później.
W 1824 roku kościół św. Jakuba stał się kościołem parafialnym. W 1849 roku w czasie Republiki Rzymskiej wyposażenie świątyni zostało spalone w ognisku na Piazza del Popolo, a samą świątynię przekształcono w stajnię. Spowodowało to konieczność przeprowadzenia remontu, co miało miejsce po przywróceniu władzy papieskiej w tym samym roku, renowację ukończony w 1863 roku pod kierunkiem Gaetano Morichini. Kolejne renowacje miały miejsce w latach 1890–1912.

## Architektura i sztuka
Świątynię zbudowano na planie eliptycznym, oś kościoła jest główną osią elipsy. Kościół ma prezbiterium z apsydą oraz po obu stronach po trzy zewnętrzne kaplice.
Świątynię wzniesiono z cegły z detalami architektonicznymi z wapienia trawertynowego.
Budowla ma dwie identyczne dwukondygnacyjne dzwonnice zlokalizowane po obu stronach prezbiterium, niewidoczne od strony ulicy.
Cechą szczególną fasady jest fakt, że nie jest ona ustawiona pod kątem 90 stopni do osi kościoła. Fasadę wykonano z trawertynu, ma ona dwie kondygnacje. Dolna kondygnacja została zaprojektowana przez Francesco da Volterra, natomiast górna została ukończona przez Maderno w 1600 roku. Po obu stronach wejścia znajdują się pary pilastrów, podtrzymujących belkowanie z fryzem ozdobionym tryglifami. Samo wejście otacza para jońskich marmurowych kolumn, które wspierają fronton. Górna kondygnacja ma również dwie pary pilastrów, z tym że para wewnętrzna jest podwójna. Wspierają one trójkątny fronton zawierający rzeźbiony herb kardynała Antona Maria Salviatiego. Pośrodku górnej kondygnacji znajduje się okno z muszlą u góry, będącą nawiązaniem do patrona kościoła św. Jakuba (którego atrybutem jest muszla). Górna kondygnacja fasady jest szersza niż nawa kościoła leżąca za nią.
Wnętrze kopuły zajmuje fresk Apoteoza św. Jakuba autorstwa Silverio Capparoni.
Ołtarz główny z czterema kolumnami korynckimi z czarno-białego marmuru podtrzymującym trójkątny fronton jest dziełem Carlo Maderno. Obraz Trójcy Świętej w ołtarzu jest autorstwa Francesco Grandi z około 1860 roku, przedstawia on Boga Ojca i Ducha Świętego w towarzystwie aniołów, nie ma na nim Syna, który jest obecny w Najświętszym Sakramencie w tabernakulum poniżej. Dzieło to zastąpiło zaginiony obraz Giovan Battista Ricci o tym samym temacie.
Freski na ścianie apsydy otaczającej ołtarz są dziełem Francesco Nappi i Vespasiano Strada i datują się z czasów pierwotnej konstrukcji kościoła. Nappi wykonał Ewangelistów w lewym górnym rogu, a Strada w prawym górnym rogu. Panele otaczające ołtarz przedstawiają Mannę na pustyni po lewej stronie oraz Abrahama i Melchizedeka po prawej.
Kaplice boczne
Kaplica Ukrzyżowania
Pierwsza kaplica po prawej jest poświęcona Ukrzyżowaniu. Znajduje się w niej XIX-wieczny drewniany krucyfiks, który zastąpił wcześniejszy obraz Cristoforo Roncallego. Ołtarz kaplicy ma parę czarnych marmurowych kolumn korynckich, otoczony jest dwoma posągami aniołów w niszach. Na ścianach bocznych znajdują się dwa obrazy: Dusze w czyśćcu i Dusza uwalniana z czyśćca autorstwa Ettore Ballerini.
Kaplica Santa Maria dei Miracoli (Matki Bożej Cudownej)
Druga kaplica po prawej stronie poświęcona jest Matce Bożej, przechowywana jest w niej oryginalna ikona, której kopia znajduje się w pobliskim kościele Santa Maria dei Miracoli na Piazza del Popolo. Uważa się, że pochodzi ona z XV wieku. Na początku XVIII wieku została umieszczona w rzeźbie z marmuru autorstwa Pierre'a Le Gros (młodszego), przedstawiającej św. Franciszka z Paoli czczącego ikonę trzymaną przez putta. Dwa obrazy na ścianach bocznych, przedstawiające cuda św. Franciszka z Paoli są autorstwa Giuseppe Passeri.
Kaplica św. Józefa
Trzecia kaplica po prawej stronie poświęcona jest św. Józefowi. Ołtarz kaplicy przedstawia Chrzest Jezusa autorstwa Domenico Crespi. W lunetach są XIX-wieczne freski przedstawiające Ucieczkę do Egiptu i Śmierć św. Józefa.
Kaplica Matki Bożej Różańcowej
Pierwsza kaplica po lewej stronie poświęcona jest Matce Bożej Różańcowej. W ołtarzu znajduje się kopia obrazu Matki Bożej Pompejańskiej, a poniżej obraz Św. Józef z Dzieciątkiem Jezus. W niszach koło ołtarza umieszczono figury św. Franciszka i św. Ryty.
Na ścianach bocznych znajdują się: dzieło Antiveduto Gramatica Adoracja pasterzy, dawniej umieszczone w ołtarzu kaplicy oraz kopia Niepokalanego Poczęcia autorstwa Murillo.
Sklepienie jest kopułą z pendentywami, ozdobione zostało freskami przez Balleriniego przedstawiającymi anioły i proroków.
Kaplica św. Jakuba
Druga kaplica po lewej stronie poświęcona jest św. Jakubowi (który jest patronem kościoła). W ołtarzu znajduje się figura tego świętego z białego marmuru autorstwa Ippolito Buzzi.
Kaplica Najświętszego Serca
Trzecia kaplica po lewej stronie poświęcona jest Najświętszemu Sercu Jezusa. Ołtarz przedstawia Objawienie Najświętszego Serca św. Małgorzacie Marii autorstwa A. Buzzi z 1911 roku. Malowidła na bocznych ścianach zostały wykonane przez Balleriniego i przedstawiają Wieczerzę w Emaus i Agonię w ogrodzie. Na sklepieniu namalowano anioły trzymające narzędzia Męki Pańskiej.

## Kardynałowie prezbiterzy
Kościół św. Jakuba in Augusta jest jednym z kościołów tytularnych nadawanych kardynałom-prezbiterom (Titulus Sancti Iacobi in Augusta). Tytuł ten został ustanowiony przez papieża Franciszka 22 lutego 2014 roku
- Chibly Langlois (2014-nadal)